# Kloster Molana

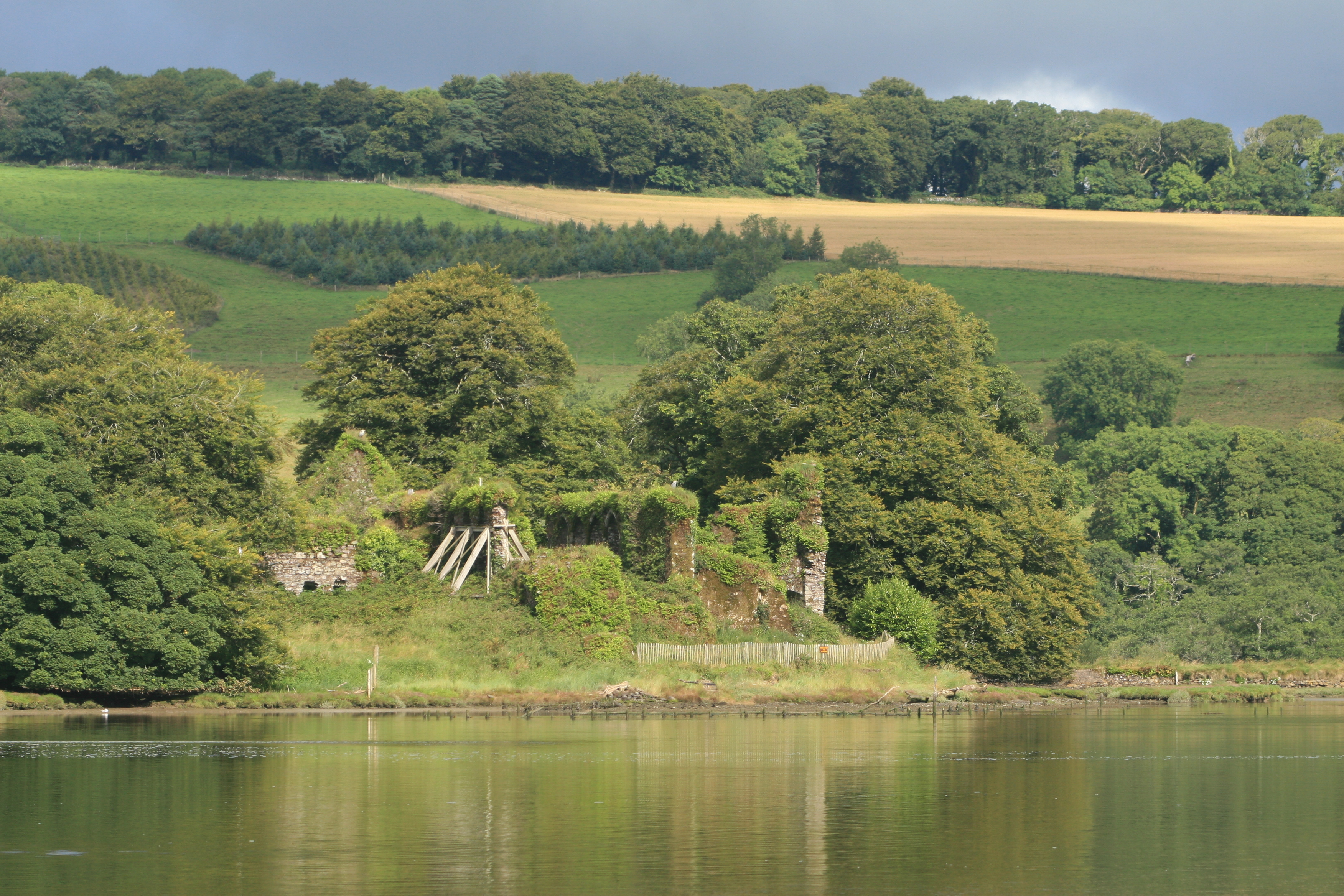
Blick über den Blackwater River auf die östliche Seite des Klosters

Das Kloster Molana (irisch Mainistir Mhaolanfaidh, englisch Molana Priory) wurde im 6. Jahrhundert durch Máel Anfaid nahe der Südküste Irlands in der Diözese Waterford und Lismore auf einer Insel im Blackwater River gegründet. Es liegt im Townland Ballynatray Demesne Besondere Bedeutung erreichte das Kloster durch die Mitherausgabe der Collectio Canonum Hibernensis im 8. Jahrhundert. Im 12. Jahrhundert wurde im Rahmen einer Neugründung die augustinische Regel übernommen und das Kloster somit zu einem Priorat. Über die gesamte aktive Zeit des Klosters hinweg lag ein Schwerpunkt bei der Krankenpflege und der Betreuung der Armen. Die Reformation führte im Jahr 1541 zur Aufhebung des Klosters; seitdem befindet die Anlage sich in Privatbesitz. Seit spätestens dem 18. Jahrhundert ist sie verfallen, so dass heute nur noch Ruinen zu sehen sind.

## Name des Klosters
Der irische Name der Insel ist Dairinis, was sich als „Eicheninsel“ übersetzen lässt. In den aus dem frühen Mittelalter stammenden Textquellen wird dieser Name auch für das Kloster verwendet. Da es jedoch noch eine weitere Klosterinsel dieses Namens in Wexford gab, wurde bei Bedarf noch der Name des Gründers Máel Anfaid hinzugefügt, beispielsweise in der genitiven Form Dairinis Mailanfaid in einem Text aus dem 9. Jahrhundert. Später wurde der altirische Inselname fallengelassen und der Name des Gründers alleine übernommen. So findet sich etwa der Name Insula Moelanfyd in einem urkundlichen Vermerk aus dem Jahr 1267. Hieraus wurde der heutige irische Name Mainistir Mhaolanfaidh. Die irische Bezeichnung wurde später zu Molana anglisiert.
Obwohl das Kloster nach der Neugründung im 12. Jahrhundert ein Priorat wurde und nie den Rang einer Abtei erhielt, wurde und wird das Kloster häufig Molana Abbey genannt, und entsprechend ist nicht selten von Äbten an Stelle von Prioren die Rede.

## Geographische Lage

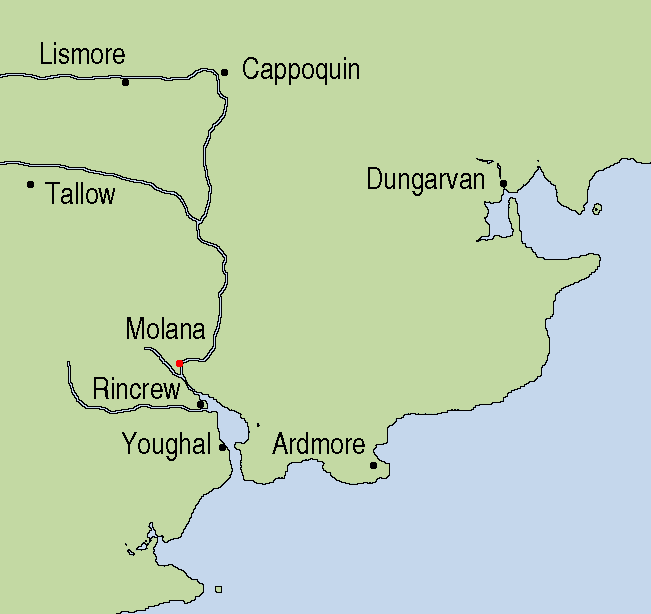
Von der Flussinsel des Klosters konnte stromaufwärts sehr leicht Lismore besucht werden, und seewärts ließen sich auch entfernte Ziele wie Iona oder die Bretagne gut erreichen.

Das Kloster liegt auf einer ehemaligen Flussinsel des Blackwater River, die 1806 durch den Bau zweier Dämme auf der Westseite mit dem Festland verbunden wurde. Die durch diesen Eingriff entstandene Lagune verlandete alsbald, wodurch das Kloster inzwischen am Prallhang eines Flussmäanders liegt. Das Gelände ist nur wenige Kilometer entfernt von der Flussmündung und dem Naturhafen von Youghal an der Südküste Irlands. Der Zugang zur See war im frühen Mittelalter von hoher Bedeutung und wurde intensiv zu Kontakten zu anderen über See- und Flusswegen erreichbaren Klöstern in Irland und in der Bretagne genutzt. Laut einigen Überlieferungen war eine Seefahrt in frühchristlicher Zeit zwischen Südirland und der Bretagne in drei Tagen und Nächten möglich. Zum Einsatz kamen hier Curraghs, die genügend seetüchtig waren.

## Geschichte

### Frühchristliche Zeit

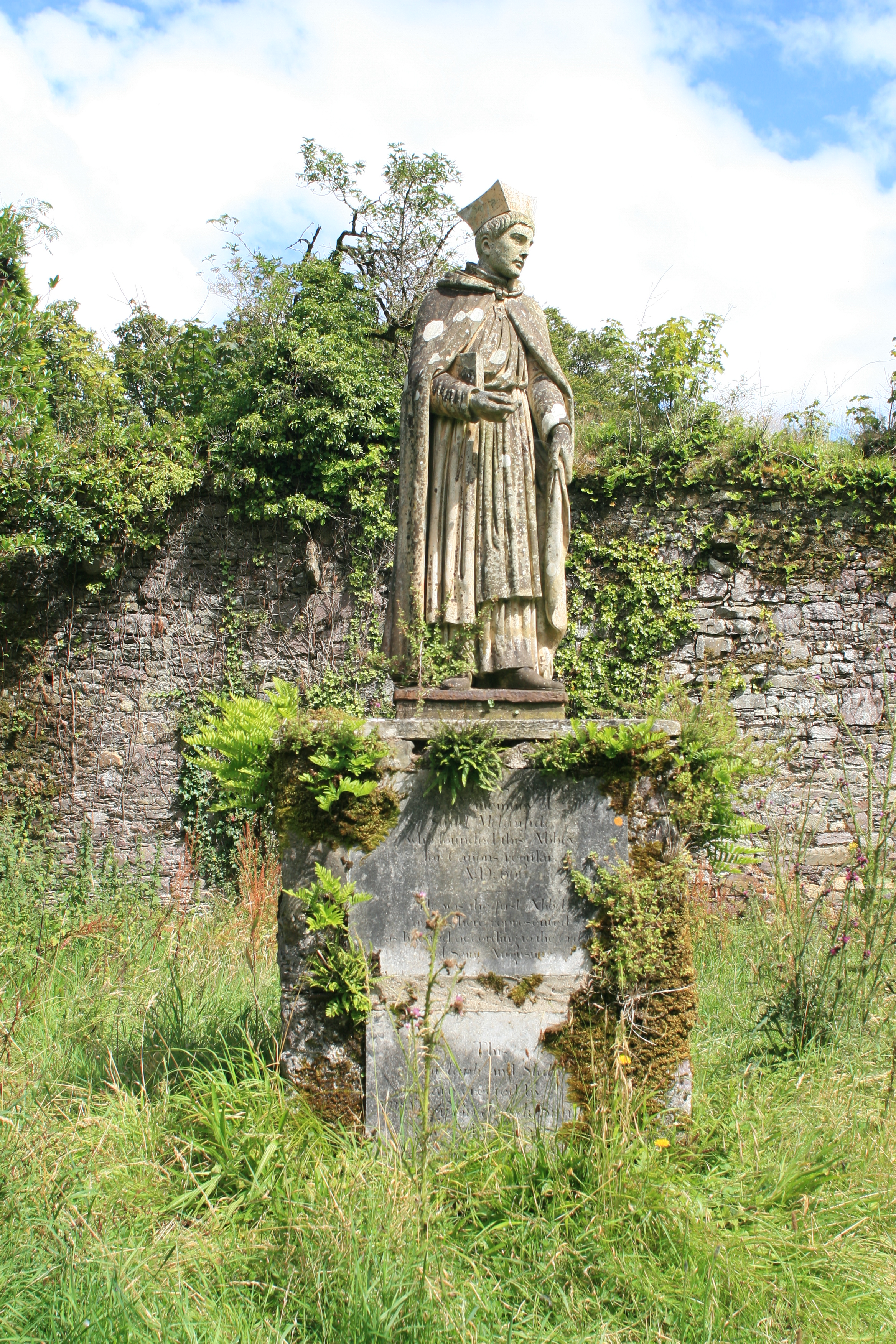
Zu Beginn des 19. Jahrhunderts wurde in Erinnerung an Máel Anfaid im Innenhof des Klosters eine Statue errichtet, die ihn aber historisch falsch als augustinischen Regularkanoniker darstellt.

Das Kloster wurde im 6. Jahrhundert von Máel Anfaid gegründet. Über den Gründer, der auch als Abt genannt wird, ist nur wenig bekannt. Es gibt auch die Hypothese, dass Máel Anfaid bis in das 7. Jahrhundert hinein lebte, da eine kleine Heiligenlegende über ihn überliefert ist, laut der er erfährt, dass Molua mac Ocha verstorben ist. Da in den zeitgenössischen Annalen das Todesjahr von Molua mit 608 recht zuverlässig überliefert ist, würde dies bedeuten, dass Máel Anfaid mindestens bis 608 gelebt hat.
Als einer der weiteren Äbte der zweiten Hälfte des 6. Jahrhunderts ist Fachnan Mongach überliefert. Er gründete auch den Bischofssitz in Ross Carbery und wurde dessen erster Bischof. Zu Beginn des 7. Jahrhunderts gehörte das Kloster zu den Ersten in Irland, die sich der römischen Berechnung des Osterdatums anschlossen.
Im 8. Jahrhundert entstand in Irland die kirchliche Reformbewegung Célí Dé, die die zunehmende Säkularisierung der Kirchen und Klöster ablehnte, auf eine strenge Askese achtete und sich insbesondere auch den Armen und Kranken zuwandte. Fer-dá-chrích, bis zu seinem Tod im Jahr 748 Abt des Klosters Molana, gehörte zu den Mitgliedern dieser Bewegung, und es gibt sogar Indizien, die nahelegen, dass Máel-Rúain, der als Abt von Tallaght die führende Kraft dieser Bewegung war, zuvor ein Schüler von Fer-dá-chrích gewesen sein könnte. Es wird sogar aufgrund weiterer Belege angenommen, dass die Reformbewegung in den Klöstern Molana, Daire Eidnech und Lismore ihren Ursprung hatte, die alle recht nahe zueinander in den Grenzen der heutigen Grafschaften Waterford und Tipperary lagen. Im Rahmen dieser Reformbewegung stellte im Kloster Molana der Mönch Rubin in Zusammenarbeit mit dem Ioner Mönch Cú Chuimne zu Beginn des 8. Jahrhunderts mit der Collectio Canonum Hibernensis die bedeutendste kirchenrechtliche Sammlung des frühen Mittelalters zusammen, die dank der engen Kontakte zur Bretagne sich rasch über ganz Westeuropa verbreiten sollte. Rubin starb im Jahr 726.
Die Hibernensis ist ein Indiz, dass den Erstellern eine umfangreiche Bibliothek zur Verfügung gestanden haben muss. Neben der Vulgata werden in der Hibernensis griechische, afrikanische und gallische Konzilsbeschlüsse zitiert. Genauso waren den Autoren die Statuta ecclesiae antiqua und die päpstlichen Dekretalen bekannt. Exegetische Schriften, unter anderem von Origenes, Hieronymus, Augustinus, Isidor, Gregor I. und Gregor von Nazianz, wurden ebenfalls zitiert.
Obwohl, wie bei vielen anderen irischen Klöstern auch, davon ausgegangen werden kann, dass Molana Opfer von Überfällen durch Wikinger wurde, sind keine solchen Angriffe überliefert. Insbesondere die exponierte Lage nahe der Flussmündung des Blackwater macht dies sogar sehr wahrscheinlich. So wurde beispielsweise das Kloster in Lismore, das weiter flussaufwärts lag, im Jahr 833 von den Wikingern geplündert und später im Jahr 883 gebrandschatzt. Die Anwesenheit der Wikinger beschränkte sich jedoch nicht auf Überfälle. So ist wahrscheinlich, dass die Wikinger sich bereits während des 9. Jahrhunderts im nahegelegenen Youghal permanent niederließen. Wie ein Eintrag in den Annalen belegt, kam es sogar 945 in unmittelbarer Nähe des Klosters auf der westlichen Uferseite des Blackwater zu einer schweren Schlacht zweier verfeindeter Parteien der Wikinger.

### Übernahme der augustinischen Regel

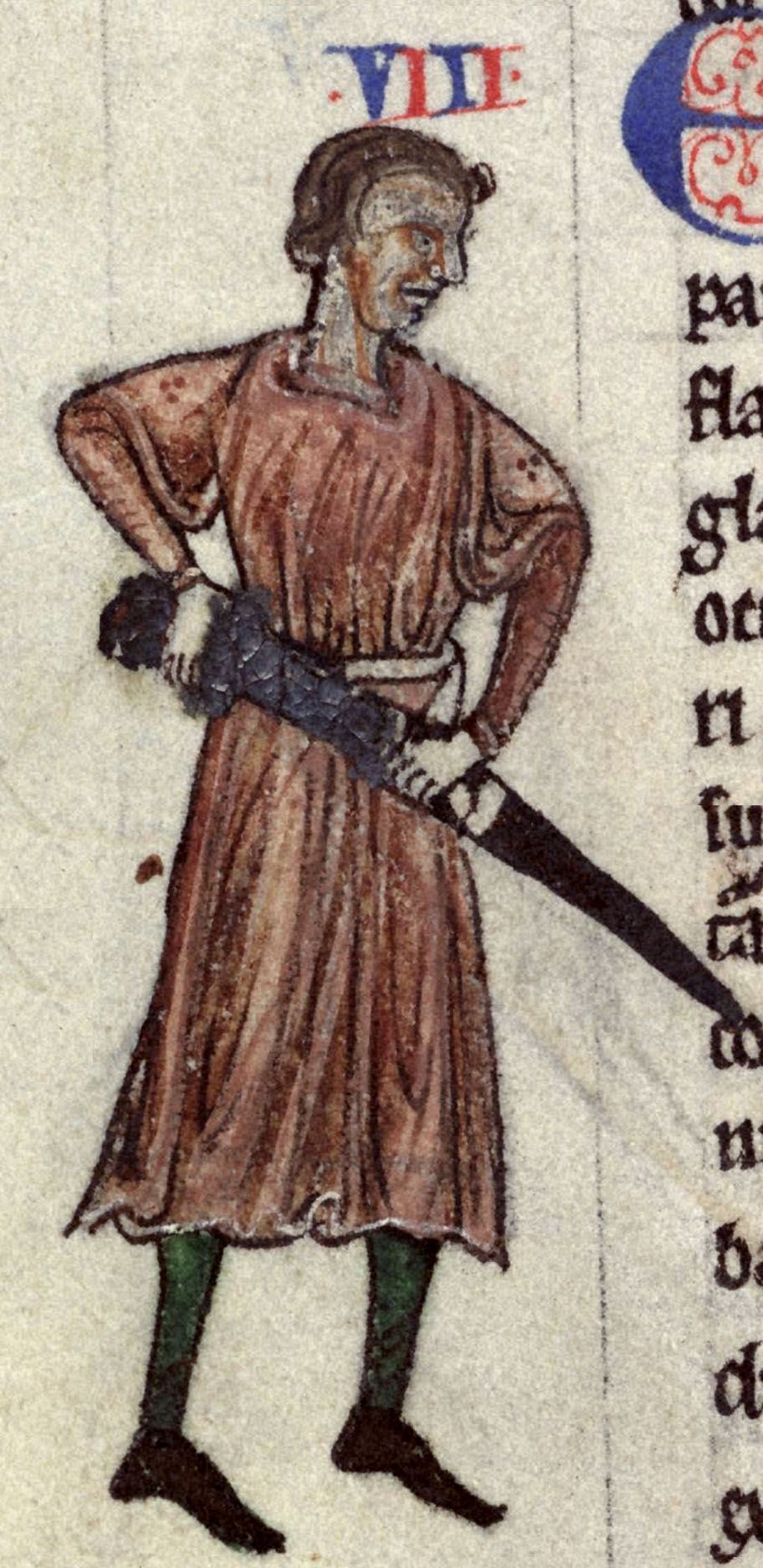
Raymond FitzGerald, hier in einer Darstellung aus dem 13. Jahrhundert, war eine der schillerndsten Persönlichkeiten der anglo-normannischen Invasion in Irland und wurde ausführlich von seinem Cousin Giraldus Cambrensis in seiner Expugnatio Hibernica gewürdigt.

Regularkanoniker in Abgrenzung zu Mönchen fanden erst im 11. Jahrhundert unter Leo IX. Unterstützung, der hier einen Weg zu dringend benötigten Reformen auf dem europäischen Kontinent sah. In Irland wurden Regularkanoniker unter der Regel des Augustinus durch Malachias eingeführt, wahrscheinlich bereits 1134 unter der Leitung von Imar Ua h-Aedacháin in Armagh. Die Übernahme standardisierter Regeln, wie etwa die des Augustinus oder die des Benedikt, wurde 1139 auf dem zweiten Laterankonzil empfohlen. Da dies zeitlich eng mit der anglo-normannischen Invasion in Irland zusammenfiel, ist nicht immer klar, ob im Einzelfalle die Übernahme im Zuge der irischen Reformbewegung oder aufgrund der Unterstützung durch die Invasoren erfolgte. Dies gilt auch für das Kloster Molana.
1170 landete in der Nähe des Klosters Raymond FitzGerald, der von Strongbow, Heerführer beim Feldzug nach Leinster 1169–1171 unter Heinrich II., nach Irland geschickt wurde. Nachdem er das Kloster eingenommen hatte, scheint er sich mit den Mönchen befreundet und das zugehörige Hospital geschätzt zu haben. Der Überlieferung zufolge gilt Raymond FitzGerald als Neugründer. Entsprechend wird auch angenommen, dass Raymond FitzGerald im Kloster begraben wurde. Zuverlässig belegt ist dies jedoch nicht.
Aus der erhaltenen Korrespondenz mit Rom geht hervor, dass im 14. Jahrhundert einige langwährende Rechtsstreitigkeiten um Land begannen. Später, im Jahr 1450, wurde Prior John Makenneri von Donald O’Sullivan, einem Beamten in der Diözese von Ardfert, angeklagt. 1462 befand sich das Kloster baulich in schlechtem Zustand, weswegen denjenigen ein Ablass gewährt wurde, die das Kloster besuchten und Almosen gaben. Dennoch, so wurde in der Korrespondenz mit Rom berichtet, gab es noch eine hohe Zahl an Mönchen, und die Versorgung der Kranken und Bedürftigen war gesichert. Ein Jahr später wurde der Prior Thady O’Morrissey zum Priorat in Waterford abberufen, wonach Maurice O’Ronan auf ungesetzmäßige Weise für zwei Jahre die Kontrolle über das Kloster erlangte. Dies endete erst, als Papst Paul II. Donald Obreyn zum Prior ernannte. Später, im Jahr 1475, wurde berichtet, dass das Kloster nach wie vor verarmt sei, das religiöse Leben der Kanoniker sich jedoch verbessert habe.

### Reformation und Neuzeit
Während der Reformation wurden alle Klöster im Herrschaftsbereich von Heinrich VIII. (1491–1547) aufgelöst und jeweils begutachtet; beim Kloster Molana geschah dies 1541. Nach dem Bericht der Begutachtung gab es eine Kirche, den Kreuzgang, Wirtschafts- und Wohngebäude und alles, was für den Betrieb der Landwirtschaft notwendig war. Zum Kloster gehörten 380 Acre Land, drei Wehre zum Fang von Lachsen, eine Wassermühle und vier Pfarreien. Der Besitz wäre in Friedenszeiten auf 26 Pfund und 15 Schillinge taxiert worden. Da aber andauernde Rebellionen die Nutzbarkeit des Landes teilweise unmöglich machten, wurde der Schätzwert auf 72 Schillinge reduziert.
Am 21. Dezember 1550 fiel das Kloster als Lehen an James Fitzgerald, den 14th Earl of Desmond; er ließ eine Fortsetzung des klösterlichen Lebens zu. 1575 ging der Besitz wegen der Desmond-Rebellionen wieder an die englische Krone zurück und wurde von ihr noch im gleichen Jahr als Lehen an John Thickpenny aus Youghal vergeben. In der zugehörigen, erst etwas später verfassten Urkunde vom 24. November 1577 findet sich eine weitere Aufstellung der Besitztümer. Unter anderem wurden hier Ländereien in Templemichael, Kilnicannanagh, Donmone und Deskartie genannt. Patrick Power (1862–1951), der sich als Priester in der Grafschaft Waterford zeitlebens intensiv mit der regionalen Kirchengeschichte beschäftigte, identifizierte dabei Deskartie als ein Landstück bei Ardmore. Bei Kilnicannagh könnte es sich, so vermutete Patrick Power, um das Land von Ballinatray handeln oder einen Schreibfehler für Kilcockan. Ferner wurden zwei weitere, heute nicht mehr bekannte Flussinseln genannt, die wohl später in Landgewinnungsmaßnahmen bei Youghal aufgingen.
Aus dem Jahr 1580 gibt es einen Bericht über englische Truppen, die im Rahmen der Desmond-Rebellionen die verwaiste klösterliche Insel besuchten und bei dieser Gelegenheit das Kloster entweihten und unter anderem ein Porträt des Klostergründers Máel Anfaid verbrannten. Dem Bericht zufolge wurde der Brandstifter unmittelbar danach geisteskrank und starb drei Tage später.

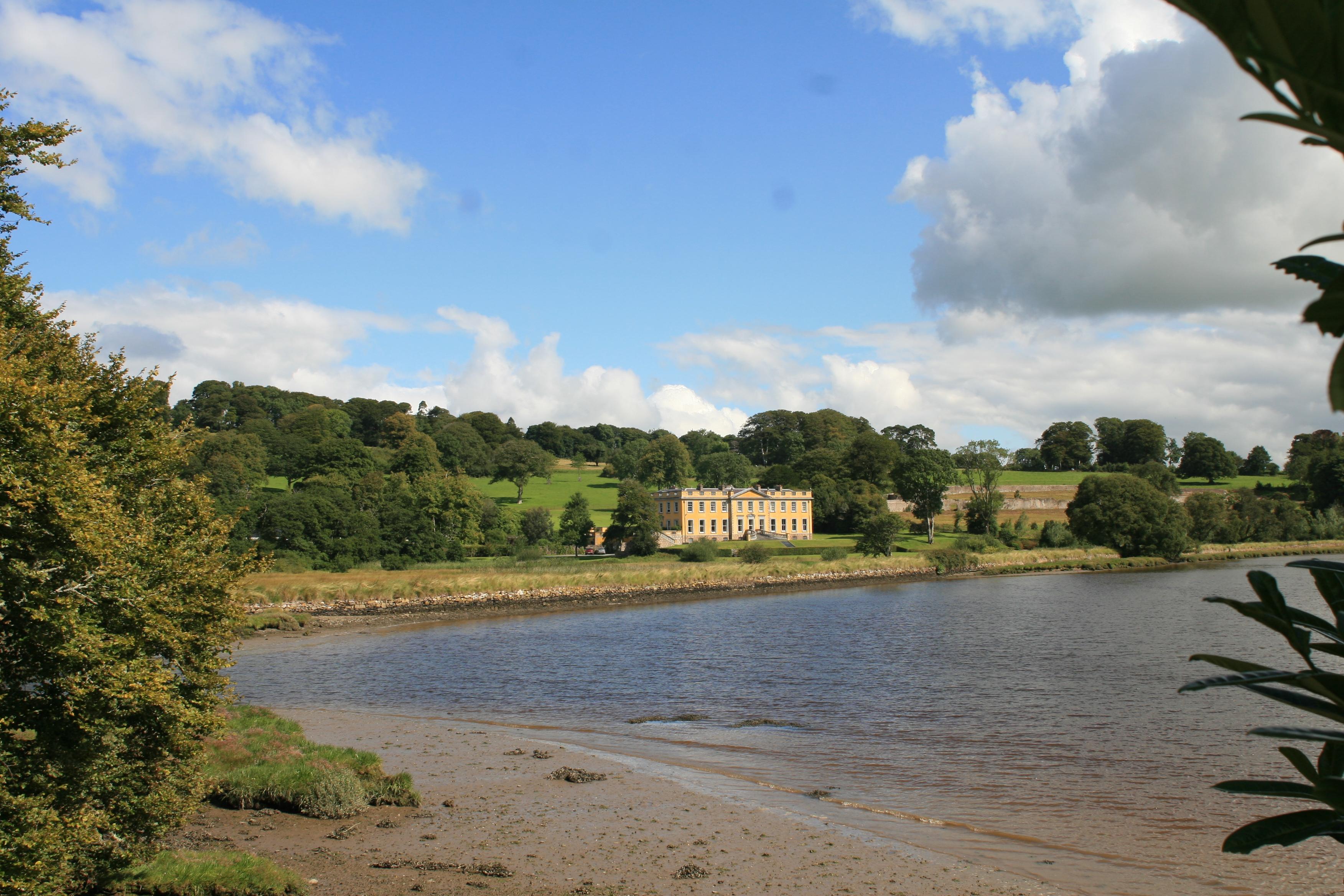
Grice Smyth errichtete 1795 schräg gegenüber dem Kloster am Ufer des Blackwater einen Herrensitz.

John Thickpenny starb im Winter 1585/86, wonach seine Witwe Anne Thickpenny sich darum bemühte, das Lehen zu übernehmen. Dem kam jedoch Sir Walter Raleigh zuvor, denn ihm wurde das Lehen am 25. Juli 1587 von Elisabeth I. zugesprochen. Nach seiner Verurteilung am 17. November 1603 wurde sein Besitz einschließlich des Klosters Molana beschlagnahmt und danach als Lehen an Sir Richard Boyle erneut vergeben. Nach der Hinrichtung von Raleigh am 29. Oktober 1619 gelang es Boyle, die gesamten vorherigen Ländereien von Raleigh in den Grafschaften Cork und Waterford günstig zu erwerben; Boyle wurde wenig später zum Earl of Cork erhoben.
Bereits im Jahr 1600 waren die Gebäude so mit Efeu überwuchert, dass es nahezu unmöglich war, die architektonischen Feinheiten zu untersuchen. Entsprechend verfiel die Anlage langsam zu einer Ruine. Nachdem eine Schwester Richard Boyles sich in die Familie Smyth eingeheiratet hatte, kam das Kloster durch eine Erbschaft in den Besitz dieser Familie; sie errichtete 1795 in der Nähe des Klosters einen Herrensitz mitsamt einem umgebenden Park. Um die Ruinen des Klosters in den Park zu integrieren, wurden 1806 zwei Dämme angelegt, die die Insel seitdem mit dem Festland verbinden. Das Kloster und der zugehörige Herrensitz wurden später noch mehrfach verkauft und befinden sich bis heute (Stand 2007) in Privatbesitz.

## Architektur

Der Grundriss des Klosters, bei dem noch erhaltene Teile gelb und eingefallene Wände grau gezeichnet sind.

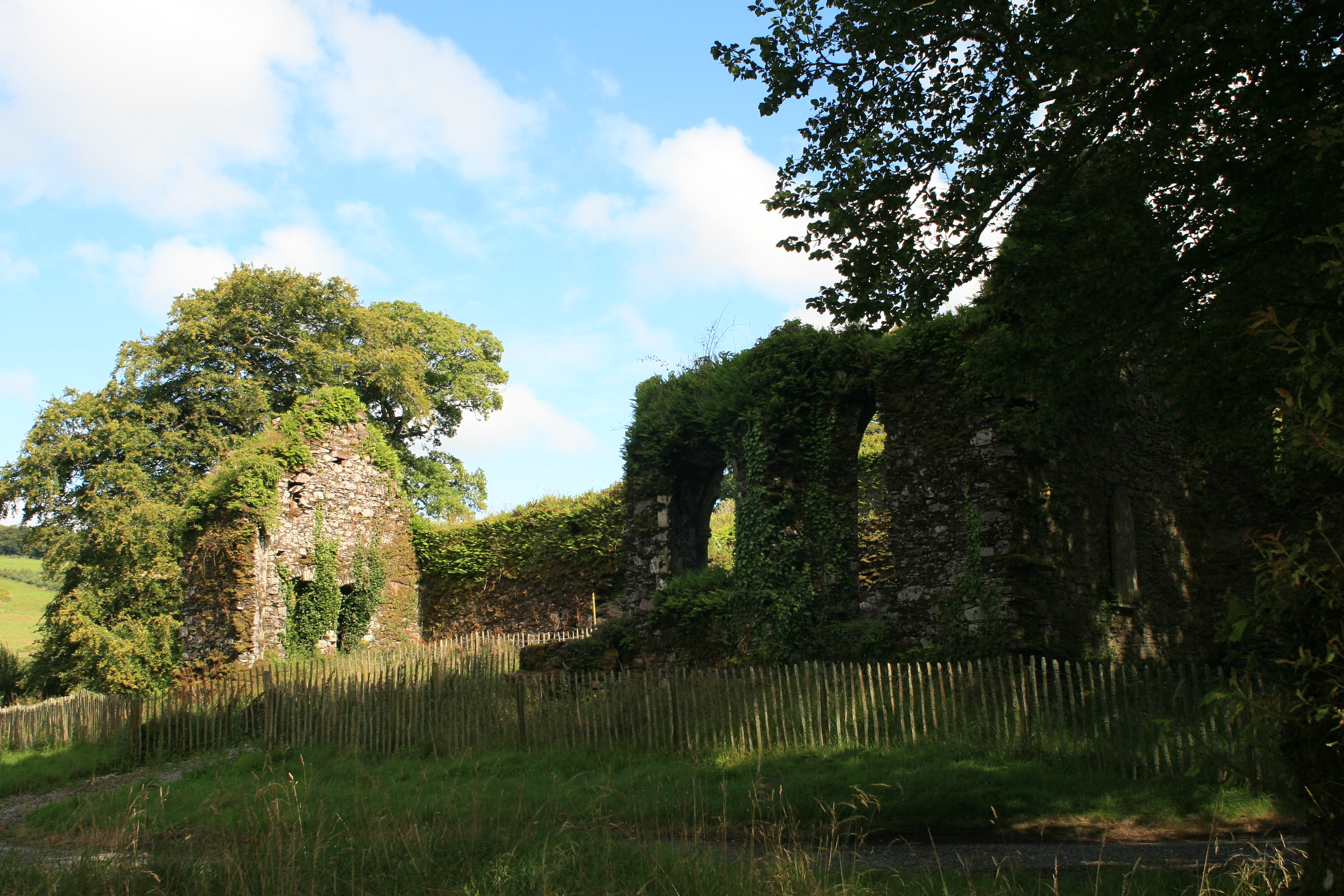
Das Refektorium erstreckte sich über die gesamte Länge des südlichen Flügels.

Über die Bauten aus frühchristlicher Zeit ist bislang nichts bekannt. Generell kann in Irland in dieser Zeitperiode davon ausgegangen werden, dass die naheliegendsten Baumaterialien verwendet wurden. Da damals in Irland Eichenholz weitreichend zur Verfügung stand, gehörte dies zu den bevorzugten Baumaterialien. Der Name der Insel deutet an, dass Eichen auch vor Ort ausreichend zur Verfügung standen. Anders als bei der Westküste Irlands und auf den Atlantikinseln, die erheblich rauerem Wetter ausgesetzt sind, erzwang die recht geschützte Lage im Tal des Blackwater nicht unbedingt den Einsatz von Steinen als Baumaterial.
Erst später, aber zeitlich noch deutlich vor der anglo-normannischen Invasion im 12. Jahrhundert, wurden zunehmend Kirchen als Steinbauten errichtet. Dieser Zeitperiode entstammt das Kirchenschiff des Klosters, das mit 17,07 m Länge und 7,47 m Breite recht großzügig bemessen ist. Typisch für diese Bauperiode ist die bevorzugte Verwendung recht großer Steine, die möglichst sorgfältig ausgesucht und angeordnet wurden, so dass eine relativ hohe Passgenauigkeit erreicht wurde. Die besonderen architektonischen Details aus der Zeit sind jedoch verloren gegangen. So ist das Westfenster nicht mehr in der ursprünglichen Form erhalten, der gesamte Ostgiebel mit dem alten Ostfenster wurde später durchbrochen, um das Kirchenschiff an den Chor anzubinden, und ebenso sind alle Durchgänge später zugemauert worden. Obwohl als sicher gelten kann, dass das Kirchenschiff noch aus der Zeit vor der Invasion stammt, ist wegen der fehlenden Fenster und Portale im ursprünglichen Zustand eine genaue Datierung sehr schwierig, und in der bisherigen Literatur wurde dies aus diesem Grunde vermieden.

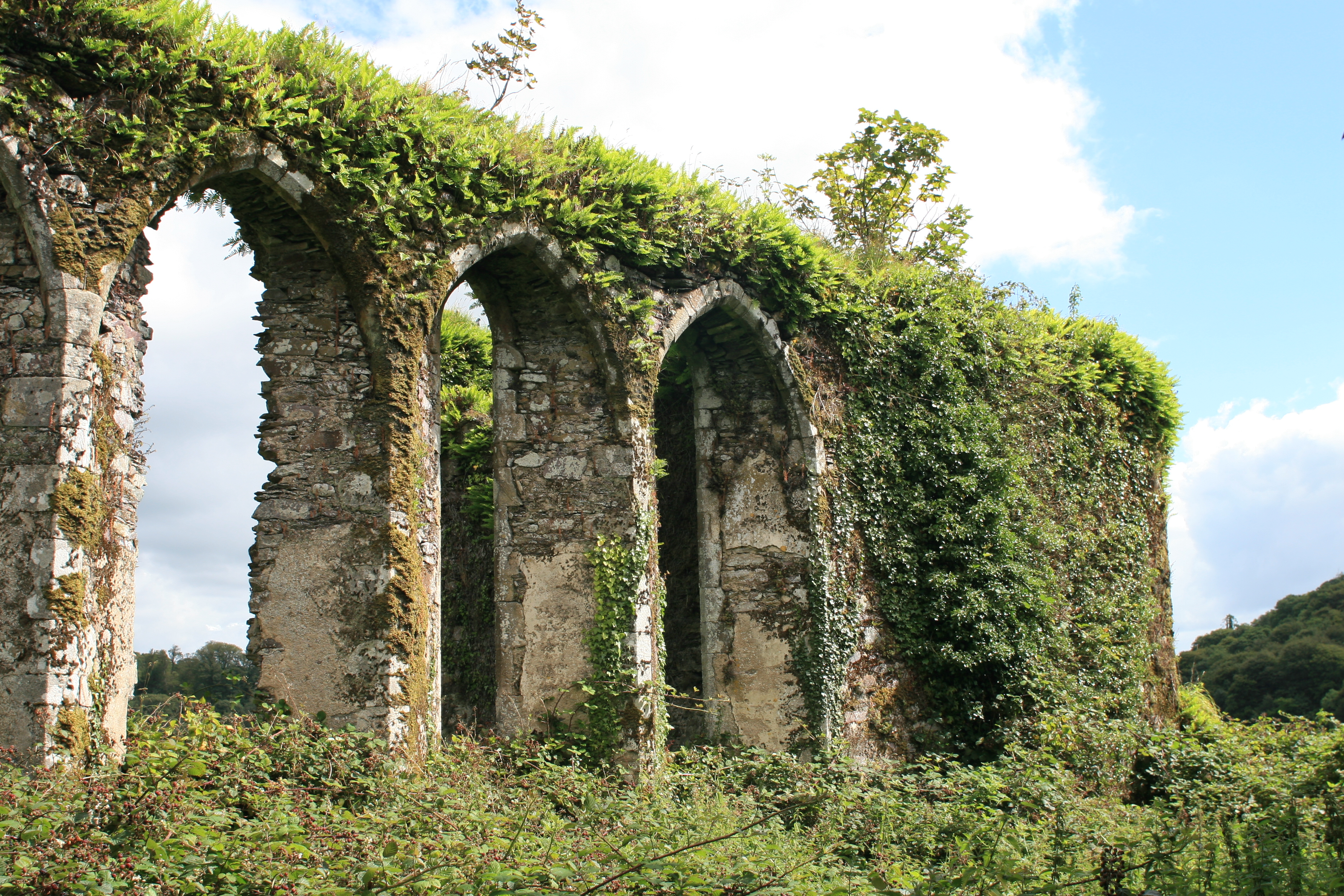
Die hohen, am oberen Ende spitz zulaufenden Fenster im frühen englischen Stil des 13. Jahrhunderts sind ein Indiz für die Beteiligung englischer Baumeister.

Alle weiteren erhaltenen Bauten entstanden erst im 13. Jahrhundert mit einigen späteren Ergänzungen. Eine Datierung ist hier aufgrund der Übernahme des frühen englischen Stils möglich, der entweder durch Beziehungen englischer und irischer Klöster untereinander (wie etwa bei Boyle) oder durch den Einfluss der anglo-normannischen Invasoren erfolgte. Hierbei war es in dieser Zeitperiode üblich, dass dazu eigens Baumeister und Künstler aus England einreisten. Typisch für diesen Stil sind die sehr hohen Lanzettfenster, die am oberen Ende spitz zulaufen. Im Chor sind diese Fenster 4,57 m hoch, innen 2,08 m breit und verengen sich nach außen auf 0,56 m. Zwar ist das Ostfenster nicht erhalten geblieben, aber Patrick Power geht aufgrund der Überreste davon aus, dass es innen 2,08 m breit war und insgesamt eine Höhe von 6,10 m erreichte. Mit sechs südlichen Chorfenstern, einem großen Ostfenster und vier nördlichen Chorfenstern wurde der Chorbereich von Licht durchflutet. Im Vergleich dazu muss das alte Kirchenschiff dunkel erschienen sein.
In Übereinstimmung mit der Architektur der Zisterzienser in Irland und den wenigen anderen ähnlich umfangreich erhaltenen augustinischen Häusern in Irland aus der gleichen Zeitperiode wie etwa in Athassel und Kells wurden die weiteren Gebäude des Klosters südlich des Kirchenschiffs angeordnet. Auf der Insel gab es dazu auch keine Alternative, da das Kirchenschiff bereits recht nahe am nördlichen Ufer lag. Unmittelbar südlich des Kirchenschiffs schloss sich der Innenhof an, der in Ost-West-Ausrichtung 14,86 m breit ist und in Nord-Süd-Richtung 19,74 m lang ist. Um den Innenhof gruppieren sich neben dem Kirchenschiff im Norden drei weitere Flügel, die alle mit Türen zum Innenhof angebunden waren.
Der Ostflügel war zweigeschossig. Im Erdgeschoss schloss sich unmittelbar an den Chor die Sakristei an. Weiter südlich folgten weitere Räume mit dem Kapitelsaal, dem Parlatorium und dem Treppenhaus, das den Zugang zu dem Dormitorium im oberen Stockwerk gewährte. Zum Kapitelsaal gehörte ein dreiteiliges Fenster mit einer Höhe von 1,68 m und einer Innenweite von 1,37 m.
Mit 21,49 m Länge und 6,17 m Breite war das Refektorium, das den gesamten südlichen Flügel in Anspruch nahm, besonders großzügig bemessen. Große Teile der südlichen Wand sind heute eingestürzt. Jedoch blieb auf der Südseite ein Fenster des frühen englischen Stils und ein mit einem Rundbogen ausgestattetes Fenster, das offenbar als Lesepult diente, erhalten. Zusammen mit den beiden Fenstern im Westgiebel war der Raum wohl gut mit Licht versorgt.
Der Westflügel beherbergte die Küche, die neben der Tür zum Innenhof noch eine Tür auf der Nordseite hatte. Hier, in einer ungewöhnlichen Nische, die aus den Mauern des alten Kirchenschiffs, des Innenhofs und des Westflügels gebildet wurde und nur nach Westen hin frei blieb, war ein gemauerter Brunnen, der mittlerweile jedoch völlig verschüttet ist. Direkt neben der Tür in unmittelbarer Nähe zum Brunnen befindet sich eine Wandöffnung, durch die das aus dem Brunnen geschöpfte Wasser direkt in die Küche fließen konnte.
Erst später kam noch ein zweistöckiger Anbau hinzu, der sich auf der Nordseite des Chors anschloss. Dieser diente wahrscheinlich als Quartier für den Prior. Auf jeder der beiden Ebenen befand sich jeweils nur ein Raum, 7,32 m lang und 5,59 m breit. In der Nordwestecke des Anbaues führte eine kleine Spiraltreppe zum oberen Zimmer. Das untere Zimmer hatte zwei Türen, die zum Chor und nach außen führten.
Einige bauliche Veränderungen lassen sich auf die Aktivitäten der Familie Smyth zu Beginn des 19. Jahrhunderts zurückführen. Dazu gehören ein spitzbogiger Eingang auf der Nordseite des alten Kirchenschiffs, eine den Gründer Máel Anfaid im historischen inkorrekten Habit der Augustiner darstellende Statue in der Mitte des Innenhofs, eine Gedenktafel am Ostgiebel des Refektoriums und im Fenster des Lesepults im Refektorium ein Gedenkstein, der behauptet, dass an dieser Stelle Raymond FitzGerald begraben sei. Zwar ist es durchaus plausibel, dass sich seine Grabstätte im Kloster befindet, aber hierfür wäre das Refektorium undenkbar.